# Robert Whitehead
Robert Whitehead (3. januar 1823 i Bolton – 14. november 1905 i Shrevenham) var en britisk ingeniør, bedst kendt for at have udviklet den første brugbare selvbevægelige torpedo.

## De tidlige år
Hans far var i klædeindustrien i kraft af, at hans farfar i 1771 havde skabt en virksomhed med speciale i blegning af bomuldsstoffer. Robert afsluttede sin skolegang i 1839 og kom i lære i Manchester i ingeniørfirmaet Richard Ormerod & Son, hvor hans onkel, William Swift, var direktør. I løbet læretiden gik han på skole om aftenen i Manchester Mechanics Institute for at udbygge sin teoretiske viden. Læretiden sluttede omkring 1844, og i marts 1846 giftede han sig med Frances Maria Johnson fra Doncaster.
Den britisk ingeniør Philip Taylor købte i 1845 et skibsværft i La Seyne ved Toulon. Han havde brug for gode ingeniører til sin virksomhed og tog på headhunting til Storbritannien, hvor han hyrede William Swift som direktør, og Swift tog nevøen Robert Whitehead med som ingeniør til Frankrig i 1846. Efter et par år flyttede Whitehead til Milano (Der på det tidspunkt var en del af det østrigske kejserrige) og skabte her sin første selvstændige virksomhed, som rådgivende ingeniør i tekstilbranchen. Milano var et centrum for produktion af silke, og det lykkedes Whitehead at udvikle et antal opfindelser, der kunne forbedre processen. Whitehead sørgede for at patentere sine opfindelser i Wien, i håbet om at de kunne give ham en god, fast indkomst. Under hans ophold i Milano udbrød der et folkeligt oprør i 1848 - byen blev generobret af østrigerne under general Radetzky - og de voldsomme begivenheder gav ham en varig afsky for krig.
Familien flyttede til Trieste omkring 1849 og Whitehead blev ansat som konstruktør i Österreichischer Lloyd, der fungerede både som forsikringsselskab og rederi. Han skiftede imidlertid hurtigt til værftet Stabilmento Strudthoff i samme by, hvor han som 26-årig fik stillingen som teknisk direktør. Hos Strudthoff var han med til at konstruere adskillige dampmaskiner til den østrigske marines hjuldampere og i 1854 stod han bag udviklingen af Strudhoffs første dampmaskineri til skruedrevne skibe. I 1856 dannede en gruppe investorer maskinfabrikken Stabilimento Tecnico Fiumano (STF) i Fiume (Man talte italiensk i den del af riget, og det kunne Whitehead også), og de ansatte Robert Whitehead som direktør. Den nye fabrik blev ligeledes leverandør af maskineri til den østrigske flåde, blandt andet til panserskibet Erzherzog Ferdinand Max, der blev søsat i 1865.

## Giovanni Luppis
Giovanni Luppis (1813-1875) var kommandørkaptajn (Fregattenkapitän) i den østrigske flåde, og omkring 1860 var han begyndt at eksperimentere med en flydende, styrbar sprængladning med et fjederdrevet maskineri. Han byggede en model af træ, forsynet med en perkussionslås i stævnen, der skulle antænde en sprængladning. Styringen foregik fra land ved hjælp af et snoresytem. Luppis demonstrerede sin model - døbt Der Küstenbrander ("Kystbrandskibet") - i Wien for flådeledelsen, men blev afvist. Man anså hans opfindelse for ubrugelig, især på grund af styringen og det primitive maskineri. Selve ideen om en bevægelig sprængladning blev ikke afvist, men flådeledelsen gav Luppis det råd at komme i kontakt med en ingeniør. Luppis blev overført til reserven i 1861 og arbejdede videre med sin ide, og i 1864 mødtes han med Whitehead og præsenterede sin model. På STF byggede man så en udgave i fuld størrelse, og afprøvede den ved værftet. Robert Whitehead nåede imidlertid til samme konklusion som flådeledelsen, nemlig at "kystbrandskibet" var for langsomt, for sårbart og for besværligt at styre, og efter nogle få forsøg sluttede samarbejdet. Det skal bemærkes, at der i de østrigske kilder gøres en del mere ud af Luppis' medvirken til udviklingen af torpedoen, hvorimod Whiteheads biograf, Edwyn Gray, hurtigt skriver ham ud af historien.

## Whiteheads torpedo
Selv om Luppis' udgave af den bevægelige sprængladning var forkastet, arbejdede Whitehead alligevel videre med projektet. Han var klar over, at skibe var mest sårbare under vandlinjen, og han ønskede derfor at skabe en udgave af sit våben, der bevægede sig under havoverfladen. På den måde ville det både være farligere, sværere at opdage, og dermed også mindre sårbart. Som drivmiddel valgte han komprimeret luft, og han forkastede den besværlige snorestyring og konstruerede i stedet et affyringsapparat, som kunne bruges til at sigte efter målet. Ideen var let nok at forklare, men de tekniske udfordringer var voldsomme.
I 1866 arbejdede Whitehead stadig på ideen, men uden større held. Han havde bestemt sig for en cigarformet metalcylinder, men manglede stadig at løse problemet med at få våbnet, nu omtalt som minenshiff ("mineskib"), til at bevæge sig i en bestemt dybde. Imidlertid betød den østrigske flådes sejr ved Lissa, at han fik stor opmærksomhed. Søslagets kulmination var admirals Tegetthoffs vædring og sænkning af det italienske panserskib Re d'Italia, og vædringen blev udført med Erzherzog Ferdinand Max, som Whitehead havde leveret maskineri til. Tegethoff skrev et telegram og takkede Whitehead, og englænderen udnyttede virakken til at få lov til at præsentere sit minenschiff for den østrigske flåde i december 1866. Problemet med dybdestyringen var stadig ikke løst, og Whitehead blev opfordret til at arbejde videre.
I 1868 pressede den østrig-ungarske flåde på for at få våbnet afprøvet. Kanonbåden Gemse blev stillet til rådighed for Whitehead, og skibet fik stævnen ændret, så der kunne placeres et apparat til affyring, drevet af trykluft. Kun otte af de 54 første prøveaffyringer ramte målet - de fleste gik i havbunden - og Whitehead bad om en pause i prøverne. I den periode lykkedes det ham endelig at få ideen til dybdestyringen. Hans løsning var at forsyne sit våben med et "hemmeligt kammer", hvor en ventil målte vandtrykket. En fjederbelastet plade holdt vandtrykket, og dermed dybden konstant, og nu var hans våben endelig driftssikkert. Whitehead skrev kontrakt med den østrig-ungarske flåde om levering af det nye undervandsvåben, og det fremgik af kontrakten, at han også havde lov til at sælge sin opfindelse til anden side.
Robert Whitehead ville ikke tage patent på sit våben. Han var - måske med god grund - utryg ved at fremsende detaljerede tegninger til patentkontorer, der typisk var i nær kontakt med deres hjemlandes regeringer, og han valgte i stedet at beskytte sine forretningshemmeligheder, ved kun at lade en snæver kreds på fabrikken have kendskab til detaljerne i produktionen. Efter kontraktunderskrivelsen i sommeren 1868 begyndte Whitehead at skrive rundt til de forskellige flådemagter og han tilbød sit nye våben - nu omtalt som "torpedo" - til særdeles høje priser. Viceadmiral Paget, der var chef for den britiske Middelhavsflåde, skrev i august 1868 til flådeledelsen, at Whitehead havde fået 20.000 £ fra Østrig-Ungarn for sin opfindelse.

## Whitehead som torpedofabrikant
De følgende år arbejdede Whitehead dels på at forbedre torpedoen, dels på at sælge den til forskellige landes regeringer. I april 1871 købte den britiske regering rettighederne til torpedoen for 15.000 £, plus 2.500 £ for retten til licensfremstilling, og året efter fulgte Frankrig trop. Hans oprindelige arbejdsplads, Stabilimento Tecnico Fiumano, gik fallit i 1873, og Whitehead benyttede anledningen til at købe fabriksgrunden og stifte sit eget selskab, Silurificio Whitehead. I 1873 indgik han også kontrakter med Tyskland og Italien.
De mindre lande kom efterhånden også på banen. Whitehead gik med til, at Danmark, Norge og Sverige i fællesskab kunne købe rettighederne for 5.000 £, og han leverede den første torpedo til Danmark i juli 1875 til en pris af 400 £, plus op til 100 £ ekstra, hvis torpedoen kunne bevæge sig hurtigere end 18 knob. Danmark købte yderligere 25 torpedoer i foråret 1876, og 25 mere i 1877, men da var prisen faldet til 300 £ per styk.
En af årsagerne til prisfaldet kan have været, at Whitehead fik konkurrence i 1876, da maskinfabrikanten Louis Schwartzkopff fra Berlin lancerede sin udgave af torpedoen. Schwartzkopffs model fra Berliner Maschinenbau AG lignede Whiteheads til forveksling, med den væsentlige forskel, at cylinderen var af en metallegering, firmaet kaldte fosforbronze, i stedet for stål. Det var vigtigt, fordi datidens torpedoer tilbragte en del timer i havet under prøveskydninger, og prøveskydningerne var nødvendige, så man kunne være sikker på, at hver torpedo havde sit ror indstillet, så den styrede lige frem. Ståltorpedoerne rustede efter en serie afprøvninger, men det gjorde Schwartzkopffs torpedoer ikke, og derfor forlangte han 450 £ stykket, mod Whiteheads daværende pris på 320 £. Whitehead svarede igen med en ny, hurtig torpedo i 1876 (Fiume Mk 1), og i oktober 1876 besøgte han sammen med sønnen Jack de nordiske hovedstæder for personligt at instruere i brugen af det nye våben.
Kunderne strømmede fortsat til: Rusland og Tyrkiet i 1876, Portugal i 1877 og flere andre flåder i de følgende år. Den amerikanske flåde afprøvede i stedet en række alternative torpedotyper, og først i 1891 fik firmaet Bliss & Williams licens på at bygge Whiteheads torpedoer, og blev leverandør til U.S. Navy.
I 1880-erne var der en voldsom efterspørgsel på torpedoer fra flåder af enhver størrelse, og i 1890 tog Whitehead konsekvensen og åbnede en ny fabrik i Weymouth i England. Den blev ledet af kommandør (captain) Edward Gallwey, der ved samme lejlighed forlod den britiske flåde. I løbet af 1890'erne blev Robert Whiteheads helbred dårligere, og firmaets daglige ledelse gik efterhånden over til hans søn John og svigersøn Georg Hoyos. De døde i henholdsvis 1902 og 1904, og herefter var det i praksis Gallwey, der ledede firmaet.
Robert Whitehead døde i 1905, og i 1906 blev hans firma omdannet til aktieselskab, og de to britiske selskaber Vickers og Armstrong, Whitworth & Co. købte hver godt 25 procent af aktiekapitalen, så de tilsammen kontrollerede 51 procent af det nye aktieselskab. De nye ejere udbyggede blandt andet fabrikken i Fiume til også at bygge undervandsbåde, og en af de første var Havmanden, søsat i 1911 og leveret til den danske marine.
Da første verdenskrig brød ud i 1914, blev produktionsforholdene totalt ændret. Fabrikken i Fiume blev overtaget af den østrigske regering, og da Italien og Østrig-Ungarn kom i krig i 1915, blev alle maskiner til torpedoproduktion flyttet til St. Pölten, syd for Wien. Fabrikken i Weymouth blev direkte styret af den britiske flåde, og der blev bygget en ekstra fabrik i Caton, nær Lancaster. Da verdenskrigen sluttede, var den østrigske gren af familien underlagt Custodian of Enemy Property, og deres aktier blev købt af Vickers og Armstrong, Whitworth & Co., der herefter sad på 66 procent af aktiekapitalen. I 1921 likvidere man det oprindelige aktieselskab og dannede et nyt Whitehead Torpedo Company Ltd, hvor familien Whiteheads andel var svundet ind til seks procent og fra 1931 havde familien ikke længere aktier i det selskab, der stadig var opkaldt efter Robert Whitehead.

## Whitehead og hans familie
Robet Whitehead var som nævnt gift med Frances Maria Johnson (23. september 1821 - 9. april 1883) De fik seks børn sammen:
- James Whitehead, død som spæd i 1848.[21]
- Frances Eleanor Whitehead, født 19. maj 1849. Gift 1. gang med kapitän Louis Hassenpflug, og 2. gang med captain (senere admiral) Charles Drury.[22]
- Alice Whitehead (3. marts 1851 - 18. januar 1936). Gift med grev Georg Hoyos (død 1904), der som fregattenkaptän og chef for kanonbåden Gemse deltog i afprøvningen af Whiteheads torpedo i 1868. Hoyos blev senere en af de ledende skikkelser i familiefirmaet. En af deres døtre, Marguerite Hoyos, blev i 1892 gift med grev Herbert Bismarck, søn af Otto von Bismarck.[23]
- John Whitehead (23. november 1854 - 1902). Deltog allerede som dreng i faderens forsøg. Uddannet på Polytechnikum i Zürich og senere teknisk direktør i firmaet. Gift 1887 med grevinde Agatha Breuner. En af deres døtre, Agathe Whitehead, blev gift med søofficeren Georg ritter von Trapp, og blev mor til de syv børn i familien Trapp, kendt fra The Sound of Music.[24]
- James Beethom Whitehead (21. juli 1858 - 19. september 1928). Blev ansat i det britiske diplomati i 1881 og var blandt andet ambassadør i Serbien 1906-1910.[25]
- Robert Beauville Whitehead, (12. maj 1867 - 19.december 1945). Købte godset Alvie i Skotland for sin arv i 1905.[26][27]

Det kan være svært at sammenholde udsagnet om Whiteheads afsky for krig og modvilje mod blodsudgydelse generelt (inklusive jagt), med hans profession som våbenfabrikant. Edwyn Gray skriver imidlertid, at Robert Whitehead var helt overbevist om, at hans torpedo ville afskrække landene fra overhovedet at gå i krig.

## Eksterne links
- Wikimedia Commons har flere filer relateret til Robert Whitehead
- Engelsk side om Robert Whitehead
- Engelsksproget side om Rijeka (Fiume) som industriby - PRO TORPEDO Rijeka Arkiveret 5. april 2005 hos  Wayback Machine